# Batalla de Great Meadows
La batalla de Great Meadows, también conocida como batalla de Fort Necessity, fue un enfrentamiento de la guerra franco-india que se desarrolló el 3 de julio de 1754 en el oeste del Estado de Pensilvania. Es considerado, junto con la batalla de Jumonville Glen, como el inicio de la guerra que pronto se extendió a Europa, donde se conoció como guerra de los Siete Años. Esta batalla llevó a la única rendición de George Washington en su vida militar.

## Contexto histórico
Esta batalla, junto con la Jumonville Glen, fue el resultado de varios años de disputas fronterizas entre Gran Bretaña y Francia en sus imperios norteamericanos. Estos conflictos se centraron sobre todo en el llamado territorio del Ohio, que abarca los actuales estados de Ohio, Pensilvania y Virginia Occidental.

### Batalla de Jumonville Glen
En 1754 se terminaron de tensar las relaciones. Los franceses expulsaron a la guarnición atrincherada en un fuerte en el valle del Ohio. El gobernador de Virginia había enviado allí a Washington, el cual no llegó a tiempo. Por ello decidió desplazarse al sur para intentar fortificarse allí. Sin embargo los franceses habían construido allí el Fort Duquesne, por lo que, intentando evitar el conflicto, el gobernador francés envió a Joseph Coulon de Jumonville de Villiers para pedir a Washington que abandonase la zona. Sin embargo, este no dio tiempo a los franceses a pedirle que se fuese y les atacó. Consiguió una importante victoria, en la que murió Villiers.

### Construcción del fuerte
Washington se alejó de Jumonville Glen sin atacar Fort Duquesne hacia Great Meadows. Allí preparó el contraataque francés. Ordenó la construcción de una empalizada, a la que él llamó Fort Necessity. Eligió Great Meadows porque consideró que el lugar les daría ventaja a los ingleses debido a los grandes espacios abiertos alrededor del fuerte. Sin embargo no tuvo en cuenta que estaba construido en una hondonada y sobrestimó la distancia a los árboles.
El 14 de junio recibió 100 refuerzos comandados por James Mackay, lo que provocó más problemas que ayuda. Mackay y Washington en seguida se enzarzaron en una disputa sobre el gobierno de la guarnición. Pese a que el rango de Mackay era inferior al de Washington, que en ese momento ya era teniente coronel, el primero pertenecía al Ejército británico, mientras que el segundo a la milicia colonial. Mackay se negó a recibir órdenes de Washington, por lo que acabó estableciéndose en otro campamento, aunque al final llegaron a un acuerdo para compartir el poder. Esta división fue un gran problema en la batalla que pronto se desarrollaría. Como último golpe a la moral de la guarnición, estando allí recibieron la noticia de que las tribus Shawnee y Lenape se habían aliado con los franceses.

### La batalla

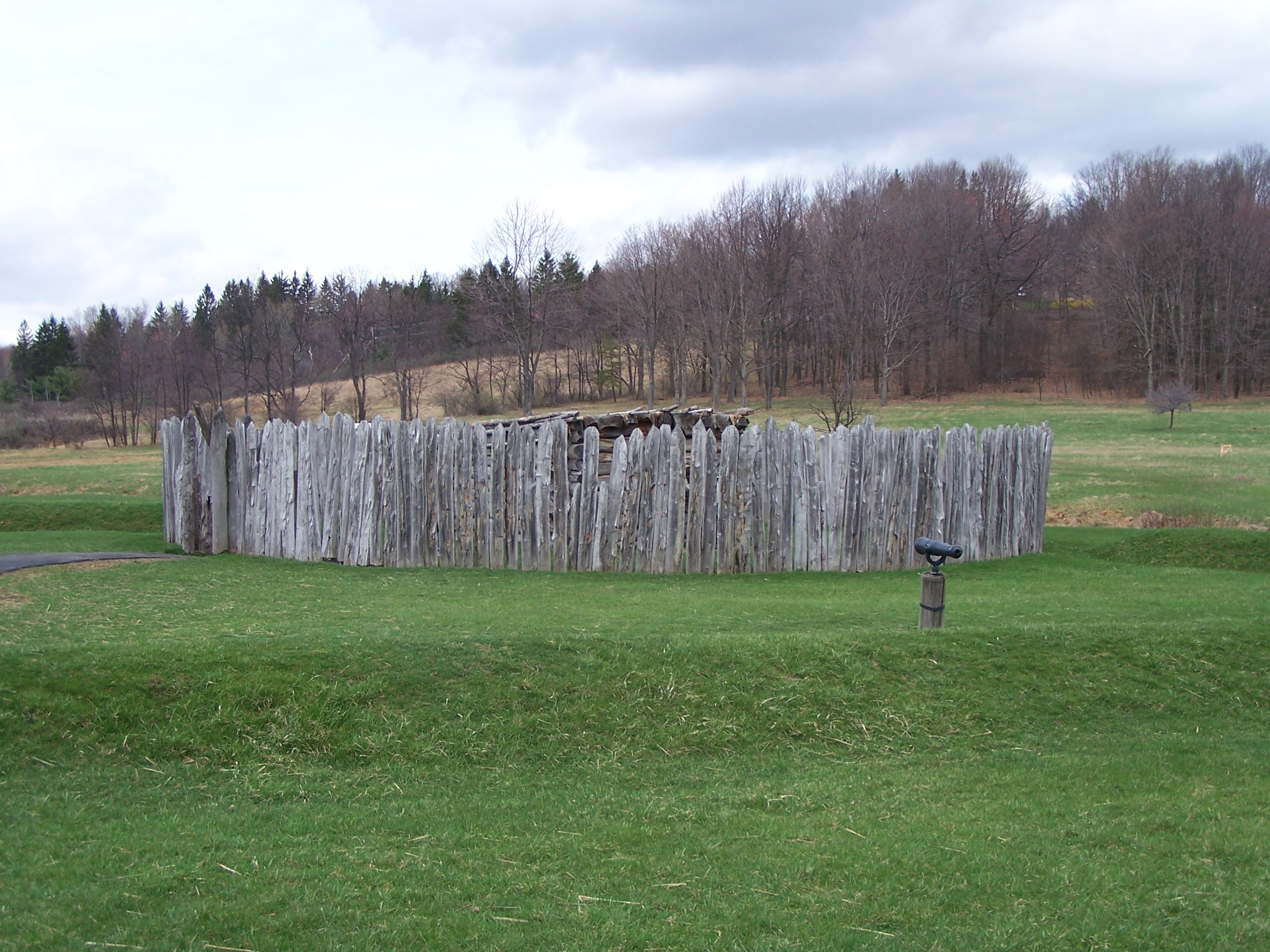
Reconstrucción de Fort Necessity

El 28 de junio, un grupo de 600 franceses y más de 100 nativos aliados de los franceses partieron de Fort Duquesne para atacar a los británicos. En ese momento, parte de la guarnición británica había sido enviada hacia el norte, una zona difícilmente defendible, por lo que Washington decidió reunir todas las tropas que le quedaban en el fuerte. Mejoró las defensas y construyó impedimentos al avance del enemigo en cuanto regresaron todas las tropas que habían partido. Varios aliados amerindios consideraron que la plaza era indefensible, por lo que abandonaron a Washington. Este también consideró la retirada, pero sus tropas estaban demasiado cansadas y serían alcanzadas pronto por los franceses.
La expedición francesa estaba liderada por Louis Coulon de Villiers, hermano de Joseph Coulon de Jumoville, a quien Tanacharison, líder de los seneca, había matado tras la batalla de Jumoville Glen. Villiers consideraba que la muerte de su hermano era un asesinato a sangre fría, por lo que se sentía muy furioso. Este odio se incrementó al descubrir que los ingleses no habían enterrado a los muertos franceses en la batalla de unos meses antes.
Poco antes del mediodía del 3 de julio, la columna francesa llegó a Great Meadows y rápidamente comenzaron un furioso ataque. El fallo de Washington al elegir el emplazamiento del fuerte rápidamente se hizo evidente recibiendo desastrosos daños. Los franceses consiguieron refugiarse tras los árboles y desde allí disparar desde una posición elevada. Los británicos pronto empezaron a tener escasas municiones, a lo que se le unió una intensa lluvia que pronto embarró las defensas.
Por la tarde Washington aceptó que no había esperanza y a las 8 de la tarde se rindió a los franceses. Las negociaciones fueron complicadas ya que ni los oficiales franceses hablaban inglés ni los ingleses hablaban francés. Sólo un colono holandés hablaba suficiente inglés y francés como para mantener una conversación básica. Los franceses le presentaron el documento de rendición y Washington, aunque no sabía leer francés, para no quedar como un inculto ante sus soldados, firmó el tratado sin saber que con ello se declaraba totalmente responsable de la muerte de Joseph Coulon de Jumonvile. Esta cláusula casi destruyó la reputación de Washington en los años posteriores, ya que los franceses lo usaron como propaganda contra los ingleses.
El fuerte fue cedido a los franceses el 4 de julio y a la guarnición británica se le permitió retirarse hacia Maryland. Los franceses retuvieron a dos prisioneros ingleses para asegurarse de que los británicos cumplían los términos del tratado de rendición. Villiers quemó el campamento y volvió a Fort Duquesne. Washington volvió a pasar por el fuerte destruido un año después, en la expedición Braddock.